# Nathan Gershman
Nathan Gershman (Philadelphia, 29 november 1917 - North Hollywood, 13 september 2008) was een Amerikaanse jazzcellist.

## Carrière
Gershman studeerde tussen 1936 en 1940 klassieke muziek aan het Curtis Institute of Music in Philadelphia. Van 1940 tot 1947 speelde hij bij het Cleveland Orchestra, om dan als studiomuzikant naar New York te vertrekken. In 1954 verhuisde hij naar Los Angeles. In 1957 verving hij de cellist Fred Katz in het kwintet van Chico Hamilton, waarbij hij tot 1961 bleef. Hij was betrokken bij diverse albums en tournees. Gershman werkte daarna weer in de studio's van Hollywood. Als studiomuzikant nam hij met Esther Phillips net zo op als met Lee Hazlewood en The Beach Boys. Hij is ook te beluisteren op albums van Wayne Henderson, Neil Diamond, David Axelrod, Ronnie Laws, Geronimo Black, Van Dyke Parks en Masterfleet.

## Overlijden
Nathan Gershman overleed in september 2008 op 90-jarige leeftijd.
- Bibliothèque nationale de France: cb169325888 (data)
- Gemeinsame Normdatei: 13531206X
- International Standard Name Identifier: 0000 0001 1494 1117
- Library of Congress Control Number: no00082543
- MusicBrainz: d92c9978-fe4b-4fe4-86f2-e1fb521abdea
- Virtual International Authority File: 80101308
- WorldCat: E39PBJjRVV76RxbwMR9jgrFh73